# Geunheung-myeon
Geunheung-myeon (koreanska: 근흥면) är en köping i kommunen Taean-gun i provinsen Södra Chungcheong i den västra delen av Sydkorea, 120 km sydväst om huvudstaden Seoul.